# Evrard Somda
Pour les articles homonymes, voir Somda.
Evrard Somda, né le 24 janvier 1981 est un officier de la gendarmerie et homme d’État Burkinabè. Il était le chef d’État major de la gendarmerie nationale du Burkina.

## Biographie

### Enfance  & études
Evrard Somda est né à Dissin dans la province de Ioba dans le Sud-Ouest du Burkina. Il fait son école primaire à Ouagadougou. Après son baccalauréat, il s’inscrit en faculté de droit à l’université de Ouagadougou. Il est titulaire d’un Master en science criminelle du CNAM et un Master en ressources humaines de l’Institut africain de management.

### Carrière militaire
Evrard Somda est un officier d’infanterie de l’académie militaire Georges Namoano de Pô. Il a été le commandant de la légion spéciale de la gendarmerie nationale, et avant ça, à la tête de l’Unité Spéciale d’Intervention de la Gendarmerie Nationale (USIGN). 
Evrard a occupé des postes du commandant adjoint de l’escadron de soutien à la paix du Burkina Faso en Guinée-Bissau. De 2008 à 2012, il a été le chef de la sécurité du premier ministre Tertius Zongo. 
Depuis février 2022 à la faveur du coup d’État Mouvement Patriotique pour la Sauvegarde et de la Restauration il a été porté à la tête de l’État-major de la gendarmerie,,.